# Lennart Kaijser
Johan Lennart Kaijser, född 9 september 1937 i Kungsholms församling i Stockholm, död 28 maj 2021, var en svensk läkare och professor.
Lennart Kaijser var son till läkaren Kurt Kaijser och Margit, ogift Söderbaum. Han läste medicin vid Karolinska institutet där han blev medicine licentiat 1962 och medicine doktor 1970. Han var läkare vid Karolinska sjukhuset 1962–70 och sedan docent vid Karolinska institutet 1970–76. Kaijser var tillförordnad professor och högskolelektor 1976–89 och därefter ordinarie professor i klinisk fysiologi vid Karolinska institutet samt överläkare vid Huddinge sjukhus från 1990.
Han var styrelseledamot i International Society for Heart Research och var president där 1984–85. Han var också engagerad i andra internationella vetenskapliga sällskap. Han har utgivit vetenskapliga skrifter inom hjärt- och cirkulationsfysiologi, muskelfysiologi och idrottsmedicin.
Han var 1969 till 1980 gift med neurologen och konstnären Charlotte Sachs (född 1939), dotter till flygofficeren Håkan Höök-Nilsson och journalisten Marianne Höök.